# Kościół Apostołów Piotra i Pawła w Wiśle
Kościół Apostołów Piotra i Pawła w Wiśle – ewangelicko-augsburski kościół parafialny znajdujący się w Wiśle, w powiecie cieszyńskim, w województwie śląskim. Kościół stanowi własność parafii w Wiśle i jest położony na ul. 1 Maja 49, w centrum miasta, tuż przy głównym deptaku.

## Historia
Świątynię wzniesiono na miejscu poprzedniego drewnianego domu modlitwy w czasie pastorowania w Wiśle Michała Kupferschmida w latach 1833–1838 według projektu Edwarda Koerbera jako klasycystyczna trójnawowy dom modlitwy, nadal bez wieży i dzwonów czego wciąż zabraniał patent tolerancyjny z 1781 r. na mocy którego go wybudowano. Poświęcenia dokonano 29 czerwca 1838 r. przez ks. seniora J. Schimko i superintendenta ks. J.K. Lumnitzera. Wieża z dzwonami pojawiły się po wydaniu Patentu Protestanckiego w 1861 r., który zrównał prawa protestantów z katolikami. W latach 1862–1863 korpus świątyni został wydłużony o blok frontowy zwieńczony trójkondygnacyjną 45-metrową wieżą. 
We wnętrzu kościoła, w nawach bocznych zobaczyć można typowe dla kościołów protestanckich 2-kondygnacyjne empory. Wystrój utrzymany jest w bieli, dlatego uwagę skupia na sobie ołtarz wraz z witrażem przedstawiającym patronów świątyni. Witraż wykonany został w 1932 r. przez słynny Krakowski Zakład Witrażów, Oszkleń i Mozaiki „S.G. Żeleński” według projektu Adama Ciompy. Wewnątrz można obejrzeć wystawę starodruków ewangelickich. Organy firmy Schlag&Söhne zostały sprowadzone z kościoła ewangelickiego w Mirsku. Na parafialnym cmentarzu ewangelickim „Na Groniczku” pochowano wielu zasłużonych dla Wisły osób, w tym także Bogumiła Hoffa.
Naprzeciwko kościoła, po drugiej stronie ulicy 1 Maja, znajdują się zabytkowe budynki plebanii (zbudowanej w latach 1805–1807) i dawnej szkoły ewangelickiej (z 1824 r.).